# Практика публичных извинений в современной России
Практика публичных извинений в современной России заключается в опубликовании видеозаписей, где человек или его родственники просят прощения за его слова или действия. Как правило, извинения приносятся под давлением, включая угрозы и пытки.
В 2015 году жительницу Чечни на камеру «заставили отказаться от критики в адрес главы Чечни». С 2015 года извинения стали частью внесудебного давления в Чечне, а затем — по всей России.

## В Чечне
В Российской Федерации систематическая практика началась в декабре 2015 года в Чечне. 18 декабря телеканал «Грозный» показал сюжет, где местная жительница Айшат Инаева сидела вместе с руководителями республики и просила прощения за свои слова, ссылаясь на «затуманенный разум». Ранее Инаева опубликовала аудиозапись, где клеймила «показуху» региональных властей на фоне поборов и бедности жителей. Через 2 дня в Facebook появилась видеозапись, где чеченец Адам Дикаев без штанов на беговой дорожке поёт «Мой лучший друг — это президент Путин». Неделей ранее Дикаев раскритиковал видео в Instagram, где Рамзан Кадыров бегает под эту песню. В записи с извинениями Дикаев в том числе говорит: «… Меня нашли, сняли с меня штаны…» Вскоре видеозаписи с извинениями были поставлены на поток, телеканал «Грозный» даже собирался создать под них отдельную рубрику. Чеченцев заставляют извиняться на камеру за жалобы на действия властей, просьбы о помощи, общение с колдуньями, слёзы на свадьбе и многое другое.
В Чечне принуждение к публичным извинениям является методом контроля над обществом: для чеченцев крайне важно понятие «чести», а заключающееся в извинениях унижение может для них быть страшнее смерти. Правозащитник заявил, что принуждением к извинениям занимаются отдельные чеченские силовики. По его словам, отказывавшихся извиняться людей сажали за решётку, избивали и убивали. Министр информации республики Ахмед Дудаев объяснял свою версию механизма получения извинений: с человеком связываются; объясняют ему, как он нарушил чеченские традиции; осознав это, человек публикует извинения. Практика извинений вышла за пределы Чечни, когда Кадыров опубликовал запись извинения красноярского депутата Константина Сенченко. Депутат извинился после встречи с борцом Бувайсаром Сайтиевым. Позже Кадыров опубликовал извинения главного раввина Москвы Пинхаса Гольдшмидта. «Извинения перед Кадыровым» из-за своей частоты стали мемом.

## В других регионах
Из Чечни практика извинений перешла в соседние республики. Так, извиняться вынуждал[кого?] известный борец Хабиб Нурмагомедов, развернувший кампанию по защите дагестанских устоев. Масштаб извинений на Кавказе привёл к тому, что новостной сайт «Кавказский узел» начал вести хронику извинений; только за 2020 год резонансных публичных извинений на Кавказе было более полусотни.
Практику публичных извинений переняли пресс-службы федеральных силовиков, публикующих покаянные видео от в том числе обвиняемых в фейках и хулиганов.
Во время российских протестов 2021 года в поддержку Алексея Навального тем же занялись российские ведомства. По словам антрополога Александры Архиповой, извинение на камеру бьёт по образу оппозиционера и снижает его поддержку общественностью.
С начала вторжения в Украину в 2022 году в России публичные извинения на видео в интернете встречаются все чаще. Такая практика впервые стала широко распространена благодаря лидеру Чечни Рамзану Кадырову, где критики вынуждены извиняться перед камерой с 2015 года. Так, 22 мая 2022 года в городе Избербаш Республики Дагестан ученица одной из школ на линейке в честь «Последнего звонка» выкрикнула антивоенные лозунги: «Нет войне! Свободу Украине. Путин — чёрт!». После таких заявлений прозвучали аплодисменты. Позже местные чиновники заставили девушку и её мать извиниться на камеру. В конце 2023 года после «голой» вечеринки Ивлеевой российские «звезды» начали массово извиняться на камеру за участие в скандальном веселье на фоне гибели российских военных на войне с Украиной.

## На оккупированных территориях Украины
В Акимовке Запорожской области военнослужащие РФ нашли местного жителя, снявшего триколор, — его заставили извиняться на камеру. В телеграм-канале херсонского блогера с пророссийскими взглядами опубликовали видео с девушкой, которая извиняется перед российскими военными и говорит, что прошла «курс денацификации»